# ژاک دوترون
ژاک دوترون (فرانسوی: Jacques Dutronc‎؛ زادهٔ ۲۸ آوریل ۱۹۴۳) خواننده، ترانه‌سرا، آهنگساز، نوازنده گیتار و بازیگر اهل فرانسه است.
او در فیلم‌های هرکس را که می‌خواهید ببوسید و شب‌های من بازی کرده‌است.